# Adinandra filipes
Adinandra filipes là một loài thực vật có hoa trong họ Pentaphylacaceae. Loài này được Merr. ex Kobuski mô tả khoa học đầu tiên năm 1947.